# Markea pilosa
Markea pilosa är en potatisväxtart som beskrevs av Sandra Diane Knapp. Markea pilosa ingår i släktet Markea och familjen potatisväxter. Inga underarter finns listade i Catalogue of Life.